# ADM-Aeolus
Aeolus, of volledig, Atmospheric Dynamics Mission-Aeolus (ADM-Aeolus), was een weersatelliet van het Europees Ruimteagentschap (ESA). De satelliet werd genoemd naar Aeolus, een god uit de Griekse mythologie, de bewaarder van de winden.
De kunstmaan werd gebouwd door Airbus Defence and Space en op 22 augustus 2018 gelanceerd met een Vega-raket vanuit de Europese lanceerinrichting Centre Spatial Guyanais bij Kourou (Frans-Guyana).
ADM-Aeolus was de eerste satelliet die in staat was om wereldwijde windobservatie uit te voeren vanaf de oppervlakte van de planeet tot de stratosfeer op 30 km hoogte, wat belangrijke informatie oplevert voor verbeterde weersvoorspelling. De satelliet maakte hiervoor gebruik van lidar: een laser richtte korte pulsen UV-licht op de atmosfeer, waarna de satelliet de reflecties daarvan weer opving.
ADM-Aeolus is ook de eerste satelliet die ESA gecontroleerd terug naar de aarde heeft laten vallen: na vijf jaar dienst viel Aeolus op 28 juli 2023 in de Atlantische Oceaan.